# Kubaba
Kubaba, anche Kug-Baba, Kubau o Kubebe (fl. XXV secolo a.C.), è stata regina dei Sumeri.

## Storia
La cosiddetta Casa di Kubaba è riportata nel regno di Puzur-Nirah, re di Akšak. Il suo regno, l'unico della terza dinastia di Kish, fu caratterizzato da pace e prosperità; fu contemporanea del terzo protoperiodo dinastico dei Sumeri, e sembra che sia durato per quasi un secolo. La Cronaca di Weidner, come la Lista reale sumerica, fa riferimento alla sua professione di taverniera, riportando anche di come, in cambio di pane e acqua alle popolazioni di pescatori, ripristinò il commercio del pesce presso l'Esagil, il tempio del dio Marduk, divinità poliade di Babilonia. Marduk la ricompensò dandole "la sovranità sull'intero mondo".

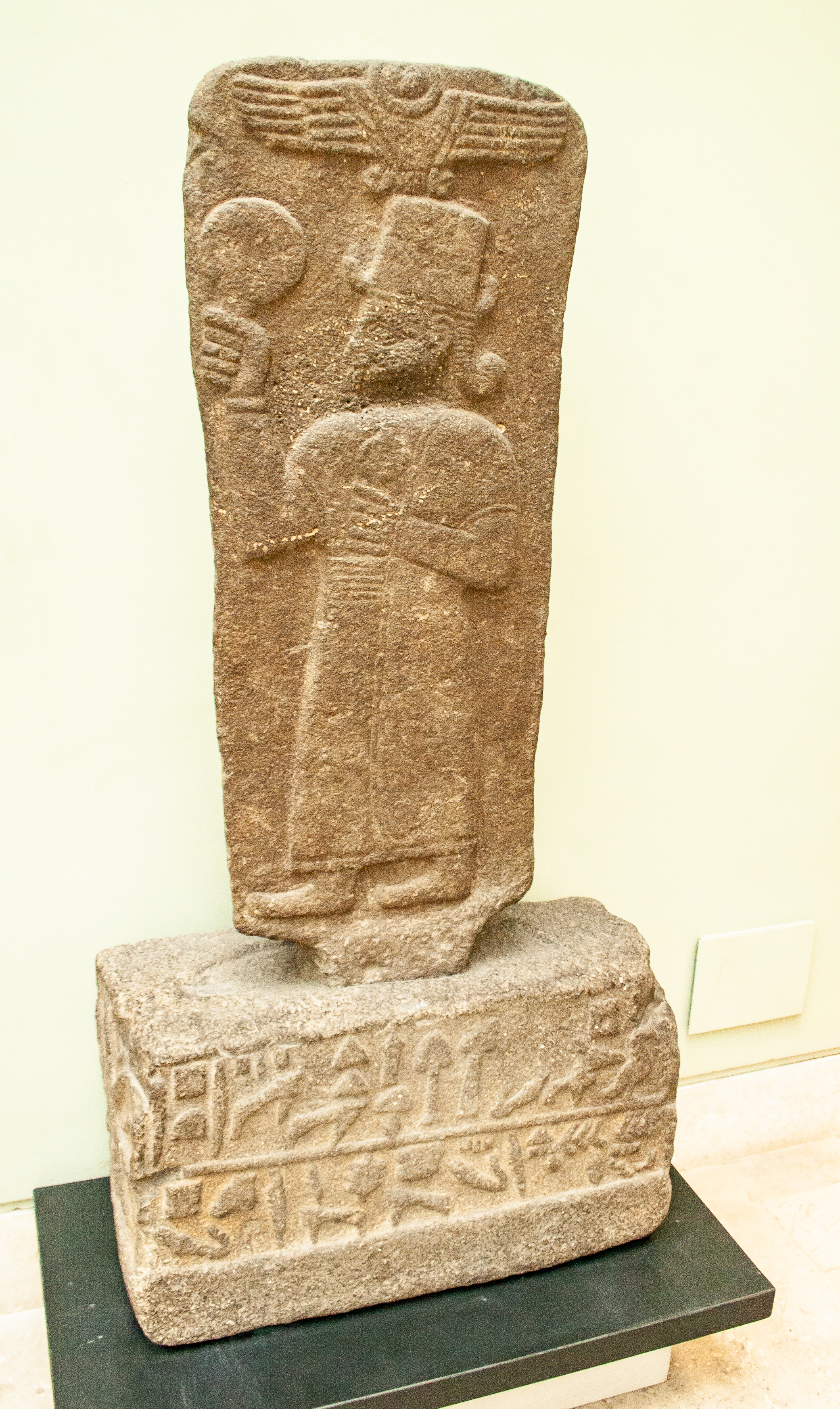
Kubaba in una stele in basalto

Collocandola in un contesto storico, il regno di Kubaba dovrebbe inserirsi fra il XXV ed il XXIII secolo a.C. Santuari in suo onore si diffusero in tutta la Mesopotamia: nell'area hurrita venne chiamata anche Kebat o Hepat, un titolo della dea madre hurrita Hannahannah, dal significato di "madre".

## Culto
Kubaba divenne la dea tutelare protettrice dell'antica città siriana di Karkemish, nei pressi dell'Eufrate, nel tardo periodo hurrita e all'inizio dell'età ittita. Alcuni reperti archeologici conservati presso il Museo della Civiltà Anatolica di Ankara la ritraggono seduta su un trono, mentre indossa un copricapo cilindrico (una sorta di polos), mentre in una mano tiene uno specchio circolare, e nell'altra l'ovario maturo di un fiore di oppio. Secondo l'interpretazione di Mark Munn, quando il suo culto si diffuse nel resto del Vicino Oriente il suo nome venne adattato per la principale divinità femminile dei regni anatolici che seguirono gli Ittiti. Infine divenne per i Frigi la matar kubileya. La dea frigia inoltre presenta alcune somiglianze con Kubaba, divinità principale di Sardi, conosciuta dai Greci come Kybebe. Il nome di Kubaba in Siria venne modificato come Heba, divenendo poi Hawah, la dea-serpente siriana, madre di tutti gli esseri viventi, forse collegandosi in questo modo al mito biblico di Eva.